# جادوشتسه
جادوشتسه (به لهستانی:  Dziadoszyce) یک روستا در لهستان است که در گمینا کوژوخوو واقع شده‌است. جادوشتسه ۴۷ نفر جمعیت دارد.